# Aeroportul Kahramanmaraş
Aeroportul Kahramanmaraş (IATA: KCM, ICAO: LTCN) este un aeroport din Provincia Kahramanmaraș, Turcia ce deservește zona Kahramanmaraş. Aeroportul a fost tranzitat în 2022 de 175.583 de pasageri. A fost deschis în 1996 și numit după zona deservită.
Situat la o altitudine de 525 m, aeroportul dispune de o singură pistă. Este operat de General Directorate of State Airports (Turkey)⁠(d).